# Fanipal

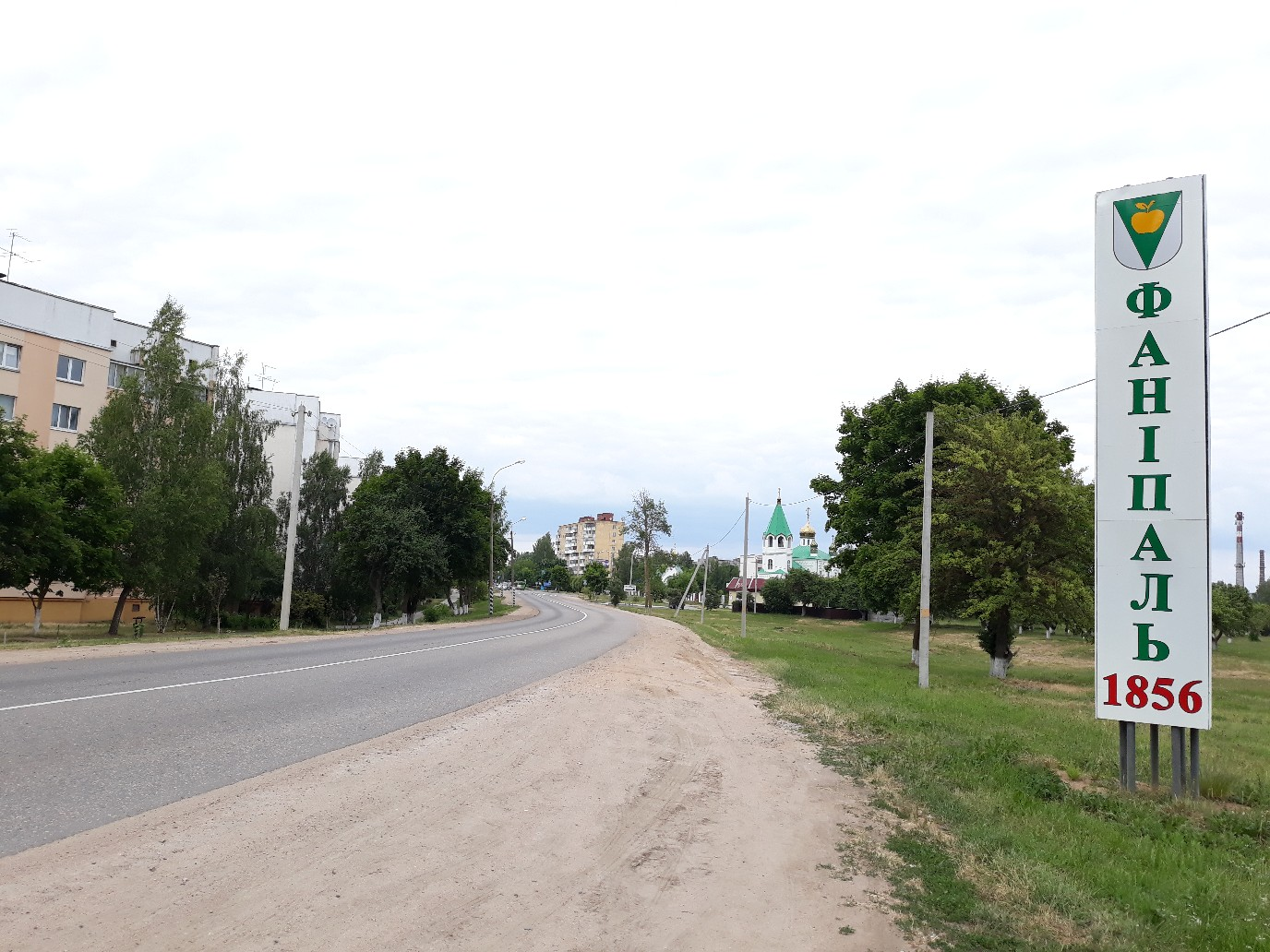
Fanipal (2018)

Fanipal (belarussisch Фаніпаль) ist eine Stadt in Belarus in der Minskaja Woblasz.
Die Stadt gehört zum Rajon Dsjarschynsk und liegt an der Bahnstrecke Brest–Minsk–Moskau sowie an der entlang derselben Achse verlaufenden Autobahn M1.
In Fanipal befindet sich ein Werk des Schweizer Eisenbahnherstellers Stadler Rail.